# سیارک ۲۴۹۰
سیارک ۲۴۹۰ (به انگلیسی: 2490 Bussolini، نامگذاری:1976AG) دو هزار و چهارصد و نودمین سیارک کشف شده‌است که در ۳ ژانویه ۱۹۷۶ کشف شد.
قدر مطلق سیارک برابر ۱۱٫۹۰ است.